# FTMT
FTMT (англ. Ferritin mitochondrial) – білок, який кодується однойменним геном, розташованим у людей на короткому плечі 5-ї хромосоми. Довжина поліпептидного ланцюга білка становить 242 амінокислот, а молекулярна маса — 27 538.
| 10         |  | 20         |  | 30         |  | 40         |  | 50         |
| ---------- |  | ---------- |  | ---------- |  | ---------- |  | ---------- |
| MLSCFRLLSR |  | HISPSLASLR |  | PVRCCFALPL |  | RWAPGRPLDP |  | RQIAPRRPLA |
| AAASSRDPTG |  | PAAGPSRVRQ |  | NFHPDSEAAI |  | NRQINLELYA |  | SYVYLSMAYY |
| FSRDDVALNN |  | FSRYFLHQSR |  | EETEHAEKLM |  | RLQNQRGGRI |  | RLQDIKKPEQ |
| DDWESGLHAM |  | ECALLLEKNV |  | NQSLLELHAL |  | ASDKGDPHLC |  | DFLETYYLNE |
| QVKSIKELGD |  | HVHNLVKMGA |  | PDAGLAEYLF |  | DTHTLGNENK |  | QN         |

A: Аланін

C: Цистеїн

D: Аспарагінова кислота

E: Глутамінова кислота

F: Фенілаланін

G: Гліцин

H: Гістидин

I: Ізолейцин

K: Лізин

L: Лейцин

M: Метіонін

N: Аспарагін

P: Пролін

Q: Глутамін

R: Аргінін

S: Серин

T: Треонін

V: Валін

W: Триптофан

Кодований геном білок за функцією належить до оксидоредуктаз. 
Білок має сайт для зв'язування з іонами металів, іоном заліза. 
Локалізований у мітохондрії.